# Communauté de communes du Sud Goëlo
La Communauté de communes du Sud Goëlo est une ancienne communauté de communes française, située dans le département des Côtes-d'Armor, en région Bretagne.

## Histoire
À l'origine de cette communauté de communes, se trouve le syndicat d'équipement du canton d'Étables-sur-Mer créé le 6 novembre 1969. Le 1er janvier 1996 est créé le District de Saint-Quay-Portrieux, Binic, Canton d'Étables-sur-Mer. Il devient le District du Sud-Goëlo en octobre 1998. Enfin, le 7 mars 2001, le District est transformé en communauté de communes du Sud-Goëlo.
Le 1er mars 2016, avec la création de la commune nouvelle de Binic-Étables-sur-Mer, le nombre de communes membres passe de 6 à 5.
La communauté de communes disparaît le 1er janvier 2017 en fusionnant avec 3 autres anciennes intercommunalités (la communauté d'agglomération Saint-Brieuc Agglomération - Baie d'Armor, la communauté de communes Centre Armor Puissance 4 et Quintin Communauté) et la commune de Saint-Carreuc (issue de l'ancienne communauté de communes du Pays de Moncontour) dans la nouvelle communauté d'agglomération Saint-Brieuc Armor Agglomération.

### Identité visuelle

Ancien logo de la communauté de communes jusqu'en 2012.
Logo de la communauté de communes depuis 2012.

## Territoire communautaire

### Composition
La communauté de communes du Sud-Goëlo regroupe les 5 communes suivantes :
| Nom                           | Code Insee | Gentilé              | Superficie (km2) | Population (dernière pop. légale) | Densité (hab./km2) |
| ----------------------------- | ---------- | -------------------- | ---------------- | --------------------------------- | ------------------ |
| Binic-Étables-sur-Mer (siège) | 22055      | Binicais et Tagarins | 15,34            | 6 832 (2014)                      | 445                |
| Lantic                        | 22117      | Lanticais            | 15,81            | 1 658 (2014)                      | 105                |
| Plourhan                      | 22232      | Plourhannais         | 17,24            | 1 986 (2014)                      | 115                |
| Saint-Quay-Portrieux          | 22325      | Quinocéens           | 3,87             | 2 937 (2014)                      | 759                |
| Tréveneuc                     | 22377      | Tréveneucois         | 6,65             | 774 (2014)                        | 116                |

### Démographie
| 2011   | 2013   |
| ------ | ------ |
| 14 233 | 14 451 |

## Administration

### Siège
Le siège de la communauté de communes était à Étables-sur-Mer, 22 rue Pasteur.

### Conseil communautaire
Les 28 conseillers titulaires étaient répartis selon le droit commun comme suit :
| Nombre de conseillers | Communes                              |
| --------------------- | ------------------------------------- |
| 7                     | Binic                                 |
| 6                     | Étables-sur-Mer, Saint-Quay-Portrieux |
| 4                     | Plourhan                              |
| 3                     | Lantic                                |
| 2                     | Tréveneuc                             |

### Élus
La communauté de communes était administrée par un conseil communautaire constitué en 2014 de 28 conseillers communautaires.
À la suite des élections municipales de 2014 dans les Côtes-d'Armor, le conseil communautaire du 17 avril 2014 avait réélu son président, Loïc Raoult, maire de Plourhan, ainsi que ses 6 vice-présidents. La liste des vice-présidents était alors la suivante :
|     | Attributions                                | Identité          | Qualité                                                  |
| --- | ------------------------------------------- | ----------------- | -------------------------------------------------------- |
| 1er | Aménagement de l'espace et urbanisme        | Christian Urvoy   | Maire de Binic puis de Binic-Étables-sur-Mer             |
| 2e  | Économie et tourisme                        | Thierry Simelière | Maire de Saint-Quay-Portrieux                            |
| 3e  | Action sociale et logement                  | Gérard Losq       | Maire puis maire délégué d'Étables-sur-Mer               |
| 4e  | Sports, culture, loisirs et vie associative | Hugues Lesage     | Adjoint au maire de Lantic                               |
| 5e  | Environnement                               | Marcel Sérandour  | Maire de Tréveneuc                                       |
| 6e  | Jeunesse                                    | Annaïck Furet     | Adjointe au maire de Binic puis de Binic-Étables-sur-Mer |

### Liste des présidents
| Période                                  | Période       | Identité          | Étiquette | Qualité |
| ---------------------------------------- | ------------- | ----------------- | --------- | --- |
| Les données manquantes sont à compléter. |               |                   |           | |
| District                                 |               |                   |           | |
| janvier 1996                             | avril 2001    | Marcel Ollitrault | UDF-FD    | Maire d'Étables-sur-Mer (1977 → 2001) Conseiller général d'Étables-sur-Mer (1977 → 1998)                                                               |
| Communauté de communes                   |               |                   |           | |
| avril 2001                               | avril 2008    | Éric Dahlquist    |           | Conseiller municipal d'Étables-sur-Mer |
| avril 2008                               | décembre 2016 | Loïc Raoult       | PS        | Maire de Plourhan (2001 → ) Conseiller général d'Étables-sur-Mer (1998 → 2015) Vice-président de la communauté de communes (2001 → 2008) Réélu en 2014 |

### Budget
2005
Son budget 2005 s'élève à plus de 5,5 M€.
2006
En 2006, les ressources de la communauté de communes s'élèvent à 6,037 M€, provenant :
- Impôts : 2 282 000 €
- État : 1 116 000 €
- Structures et services : 1 140 000 €
- Excédent 2005 : 906 000 €
- Subventions : 313 000 €
- Remboursements : 280 000 €

Les dépenses s'élèvent en 2006 à 4,272 M€ dont :
- Services généraux : 1 347 200 €
- Collecte/Services techniques : 1 301 400 €
- Équipements : 1 219 400 €
- Communication/Tourisme : 235 500 €
- Petite enfance : 168 500 €

Il s'ensuit un excédent en 2006 de 990 000 €.
2013
En 2013, le budget de la communauté de communes est de 20 M€.